# 주석산 칼륨 나트륨
주석산칼륨 나트륨(potassium sodium tartrate) 또는 로셸염(Rochelle salt)은 타타르산의 복염이다. 주석산칼륨 나트륨과 인산칼륨은 압전기를 보여준다는 사실을 처음으로 입증한 최초의 물질이다. 이러한 특성에 의해 제2차 세계 대전 이후 20세기 중반 전자기기 붐 시기에 크리스털 축음기 픽업, 마이크, 수화기에 널리 사용되었다.